# Minettia magna
Minettia magna är en tvåvingeart som först beskrevs av Daniel William Coquillett 1898.  Minettia magna ingår i släktet Minettia och familjen lövflugor. Inga underarter finns listade i Catalogue of Life.